# Rio Ceplea
O Rio Ceplea é um rio da Romênia, afluente do Jiu, localizado no distrito de Gorj.